# Hydractinia betkensis
Hydractinia betkensis is een hydroïdpoliep uit de familie Hydractiniidae. De poliep komt uit het geslacht Hydractinia. Hydractinia betkensis werd in 1978 voor het eerst wetenschappelijk beschreven door Watson. 